# Kristina av Salm
Kristina av Salm, född 1575, död 1627, var en hertiginna av Lothringen, gift 1597 med hertig Frans II av Lothringen. Hon var dotter till greve Paul av Salm och Marie Le Veneur. 